# Calice gustativo
I calici gustativi sono le strutture recettoriali da cui origina il gusto, operando un meccanismo di chemotrasduzione.

## Origine
I calici (o bottoni o gemme) gustativi sono gli organuli del gusto e si trovano annidati nell’epitelio pavimentoso che tappezza le prime porzioni del canale alimentare.
Sono più numerosi nella lingua, dove si trovano soprattutto in corrispondenza delle papille vallate, ma anche delle foliate e delle fungiformi. Si reperiscono altresì, ben più rari, nell’epitelio che riveste il palato, le vallecole glossoepi glottiche, l’epiglottide, la parete posteriore della faringe e nella parte più craniale dell'esofago.
I calici gustativi della lingua sono localizzati nell'epitelio di rivestimento delle papille linguali fungiformi, foliate e vallate (chiamate anche "circumvallate"), mentre sono assenti sulle papille filiformi. Le papille fungiformi sono localizzate nella parte anteriore della lingua e ciascuna di loro contiene solo una quantità piccola di calici gustativi, mentre le papille foliate, localizzate lungo i margini del corpo della lingua, e le papille vallate (o circumvallate), che costituiscono il V linguale o solco terminale della lingua, presentano centinaia di calici.

## Struttura e forma
Numerosi nel corso dello sviluppo prenatale e nei primi anni di vita, si riducono poi sensibilmente.
Il calice gustativo (o gemma gustativa o bottone gustativo) è una struttura di forma ovoidale (chiamata anche "a testa d'aglio").
Si presentano come corpuscoli epiteliali orientati col loro maggior asse perpendicolarmente alla superficie dell’epitelio; misurano 80 x 40 µm. 
Questa struttura ovoidale è costituita da cellule che presentano funzione recettoriale (cellule epiteliali gustative in numero di 5-20 per ciascun calice), che appartengono alla famiglia degli epiteli sensoriali di II tipo e delimitano uno spazio di forma allungata che viene chiamato canale gustativo; questo canale gustativo all'apice della forma ovoidale, si apre all'esterno tramite il poro gustativo esterno, attraverso cui le sostanze chimiche, presenti negli alimenti e disciolte nella saliva, penetrano ed entrano in contatto coi recettori presenti sulla membrana plasmatica di questo epitelio sensoriale.
A livello del polo basale, visto che le cellule gustative presentano un turnover rapido di circa due settimane, sono presenti cellule indifferenziate, ovvero cellule di rinnovamento, che vengono chiamate cellule epiteliali basali, ed è anche presente il poro gustativo interno dal quale emergono le fibre nervose afferenti che provengono dalle giunzioni citoneurali con le cellule sensoriali.
Esistono cinque diversi tipi di recettori specifici per ogni gusto presenti sui microvilli dell'epitelio gustativo.
Tre di questi sono metabotropici, cioè sono dei recettori accoppiati a proteine G mentre gli altri due recettori sono ionotropici.
I recettori metabotropici fanno vita alla chemotrasduzione specifica per il dolce, l’umami e infine l’amaro. Andando più a fondo, questi recettori gustativi sono proteine che possiedono sette domini trans membrana e un dominio COOH terminale intracellulare che interagisce con la gustoducina, una proteina G, tipica delle cellule gustative; tali recettori appartengono alla famiglia TIR per il dolce e per l'umami e alla famiglia T2R per l'amaro. Il recettore per il dolce è costituito dal dimero TIR 2 TIR 3, mentre il recettore per l'umami è rappresentato dal dimero TIR 1 e TIR 3 ma entrambi sono caratterizzati da un co dominio amminoterminale extracellulare, proprio come per esempio i recettori olfattivi. Il recettore per l'amaro è rappresentato dalla famiglia T2R, caratterizzata da un corto dominio amminoterminale extracellulare.
I recettori ionotropici, invece, sono specifici per il salato e per l'acido; si tratta, nello specifico, di canali ionici specifici attivati per lo più da Na+  per il salato, e da H+ per l’acido.

## Composizione cellulare
Ciascun calice gustativo è costituito da tre tipologie di cellule epiteliali gustative (o chiamate anche epiteliociti sensitivi gustativi) e dalle cellule epiteliali basali, anche definite cellule epiteliali gustative di tipo 4
Cellule epiteliali gustative di tipo I - presentano una forma fusiforme, con microvilli apicali (chiamati anche peli gustativi, e granuli intracellulari e, in questi anni è stato scoperto che possono essere considerate cellule recettoriali, mentre prima erano indicate come cellule di sostegno e non recettoriali.
Cellule epiteliali gustative di tipo II - Anch'esse presentano una forma fusiforme e sono dotate di microvilli, sono considerate le tipiche cellule gustative e si identificano facilmente al miocroscopio elettrico a trasmissione come delle cellule chiare 
Cellule epiteliali gustative di tipo III - Rappresentano più o meno il 5-7% delle cellule gustative e sono caratterizzate da un solo microvillo apicale e da vescicole contenenti una proteina chiamata serofonina nella porzione del polo basale.
Cellule epiteliali basali : Sono chiamate anche cellule epiteliali gustative di tipo 4, sono considerate il compartimento staminale dei calici gustativi da cui dipende il loro turnover (cioè la loro morte e rigenerazione) . Si dispongono alla base del calice gustativo.
Premesso che ciascuna cellula sensoriale solitamente esprime un solo recettore, si pensa che le cellule epiteliali gustative di tipo 2 presentino i recettori per il dolce, l'umami e l'amaro, le cellule gustative di tipo 1 il recettore per il salato e infine quelle di tipo 3 per l'acido.

## Proiezione nervosa
I calici gustativi che sono localizzati nelle papille fungiformi, che si trovano nei due terzi anteriori della porzione dorsale della lingua, sono innervate dagli assoni del nervo facciale, mentre quelli delle papille vallate, che si trovano nel terzo posteriore, e quelli delle papille foliate, che invece sono posti lungo i margini della lingua, sono innervati dalle fibre del nervo glossofaringeo; per finire invece, i calici gustativi localizzati nella mucosa del palato, della faringe, della parte craniale dell'esofago e sulla faccia dorsale dell'epiglottide sono innervati dalle fibre del nervo vago. Secondo le differenti innervazioni, il corpo cellulare dei neuroni pseudounipolari, chiamati anche primo neurone delle vie gustative, si trova localizzato, rispettivamente, nei gangli genicolato, inferiore del nervo glossofaringeo (denominato anche petroso) e inferiore del nervo vago (o nodoso); i prolungamenti centrifughi di questi neuroni originano dalle cellule gustative e i prolungamenti centripeti si portano al nucleo del tratto solitario, cioè un nucleo sensitivo viscerale del tronco encefalico, localizzato nella porzione bulbopontina.
Più nel dettaglio, le fibre gustative si portano alla parte rostrale (chiamato anche nucleo gustativo o zona gustativa) del nucleo del tratto solitario  e prendono contatto tramite le sinapsi con il secondo neurone, i cui assoni, risalendo ipsilateralmente, per gran parte, formano il tratto solitario-tamico che trasmette le informazioni al nucleo ventrale posteromediale del talamo. È molto importante sotto il profilo funzionale, considerare che gli assoni dei neuroni gangliari, prima della sinapsi con i neuroni de nucleo de tratto solitario emettono rami collaterali che discendono caudalmente e contraggono sinapsi con i neuroni dell area sensitiva generale del nucleo, mettendo insieme, cosi, la sensibilità gustativa con la sensibilita viscerale generale.
I neuroni della parte rostrale del nucleo del tratto solitario proiettano fibre efferenti anche all amigdala e all ipotalamo e da essi ricevono afferenze, svolgendo un ruolo molto importante nel condizionare la fame, il senso della sazietà e il tono affettivo.
I neuroni del nucleo ventrale posteromediale proiettano le informazioni all'area gustativa della corteccia telencefalica, che si trova localizzata nella parte più anteriore dell'insula, e nella parte adiacente dell'opercolo frontale. Per quanto riguarda l’area della corteccia sono presenti neuroni che rispondono a una sola sotto-modalita per esempio il salato o il dolce e neuroni che rispondono a più di una classe di sostanze chimiche, ovvero a miscele di gusti.
Il talamo, invece, trasmette le informazioni gustative anche all'ipotalamo, il quale controlla il comportamento alimentare e le risposte del sistema autonomo.
Infine, considerando che le percezioni relative al gusto del cibo e che inducono reazioni somatiche emozionali e viscerali sono legate non solo all interazione tra sensibilità gustativa e sensibilita olfattiva, ma dipendono anche dalle afferenze sensitive somatiche relative alle consistenza del cibo che entra sulla superficie della lingua e che arrivano allo stesso nucleo ventrale posteromediale del talamo attraverso le fibre del tratto trigemino-Talamico.